# Chiesa del Sacro Cuore di Gesù (Campobasso)
La chiesa del Sacro Cuore di Gesù è una chiesa cattolica di Campobasso.

## Storia
Il convento originale era completamente diverso da quello attuale. Fu fondato in una zona allora campestre nel 1589, a spese di benefattori e del padre provinciale Bernardino d'Asti. L'occasione provvidenziale per la costruzione fu la pace in città ottenuta dal padre Girolamo da Sorbo tra delle confraternite locali. Nel 1604 il convento ospitò il capitolo provinciale presieduto da Lorenzo da Brindisi, ministro generale. La chiesa fu riconsacrata il 1 novembre 1707, dedicata a "Santa Maria Assunta della Pace", e venne chiusa nel 1809 per le leggi di Gioacchino Murat. Successivamente dopo il dominio francese, nel 1817 il convento fu riaperto, ma abbandonato dopo la nuova chiusura piemontese del 1867. Gli ambienti che non riguardavano la chiesa principale furono trasformati in locali per la caserma e varie scuole. La chiesa era ancora visibile nello stile seicentesco semplice in alcune fotografie storiche, prima della totale ricostruzione avvenuta dopo un incendio scoppiato nel 1922. I lavori, con un progetto rinnovativo in stile eclettico, si conclusero nel 1933, con solenne consacrazione della chiesa al Sacro Cuore di Cristo.

## Descrizione
La facciata si affaccia sul piazzale di San Francesco, e presenta una connotazione a metà tra il neoclassico e il moderno pre-razionalismo fascista. Delle paraste ioniche suddividono il piano in tre settori, dei quali il centrale è maggiore, inquadrato da doppio ordine di paraste con altre due che inquadrano il portale con timpano triangolare. Gli altri due portali, più piccolo, si stagliano nei due lati estremi. Il portale è stato ricostruito in occasione del Giubileo del 2000 dall'ingegnere Raffaele Cicchese, con delle formelle realizzate dalla scultrice Rita Racchi, che a Campobasso realizzò anche la via Matris presso il castello.
Le varie formelle rappresentano i momenti più importanti della storia del convento dalla fondazione sino alla ricostruzione nel 1933, incluso l'anno giubilare 2000.
Una grande cornice marcapiano spezza in due la facciata, che si riduce in un piano rialzato corrispondente al blocco centrale dell'edificio, sempre scandita da paraste e doppie paraste, che inquadrano un oculo centrale. L'architrave ha timpano triangolare, con in cima una statua di Gesù.
L'interno è a tre navate, delle quali la centrale è più grande, e la divisione è data da robuste arcate in colonne di marmo ben squadrate, che danno all'insieme un aspetto molto schematico, dove prevale il bianco, senza particolari decorazioni. Presso l'altare, ugualmente inquadrato da colonne, si trova un nicchione con la statua del Cristo, l'unica del convento antico scampata all'incendio del 1922.